# Steven Taylor
Steven Vincent Taylor, född 23 januari 1986, är en engelsk fotbollsspelare (mittback) som spelar för Wellington Phoenix.

## Karriär
Den 10 juli 2018 värvades Taylor av nyzeeländska Wellington Phoenix. Den 16 september 2020 värvades Taylor av Indian Super League-klubben Odisha, där han skrev på ett ettårskontrakt. Den 5 mars 2021 blev Taylor klar för en återkomst i Wellington Phoenix.